# Icenhower Ridge
Icenhower Ridge ist ein über 1600 m hoher, breiter und hauptsächlich vereister Gebirgszug im Australischen Antarktis-Territorium. In der Britannia Range des Transantarktischen Gebirges erstreckt er sich zwischen dem Yancey- und dem Sennet-Gletscher.
Das Advisory Committee on Antarctic Names benannte ihn im Jahr 2000 in Anlehnung an die Benennung des Byrd- und des Sennet-Gletschers nach Joseph Bryan Icenhower (1913–1994), Kapitän der Sennet, einem bei der Operation Highjump (1946–1947) unter der Leitung des US-amerikanischen Polarforschers Richard Evelyn Byrd eingesetzten U-Boot der United States Navy.